# Cometa de 1729
El Cometa de 1729 , también conocido como el Cometa  Sarabat . Nombre oficial  C/1729 P1  , fue un cometa no periódico con una magnitud absoluta de menos de -3, la más brillante alguna vez observada para un cometa; Aún se considera que es el más grande cometa alguna vez visto.

## Descubrimiento
El cometa fue descubierto en la constelación of Equuleus por el Padre Nicolas Sarabat, un profesor of matemáticas, en Nîmes en el 1 de agosto de 1729.
Observando a simple vista, él vio que había un objeto que parecía una estrella débil, con apariencia de nebulosa; al principio estaba inseguro de si eso era un cometa o una parte de la Vía Láctea. La luz de la Luna interfirió con las observaciones de Sarabat hasta el 9 de agosto, pero después pudo recuperar el objeto y logró de descubrir su movimiento sin la ayuda de cualquier instrumento de medición, quedó convencido de que había encontrado un nuevo cometa.
Las noticias del descubrimiento fueron entregadas a Jacques Cassini en París. Él fue capaz de confirmar la posición del cometa, aunque con la sorpresa extrema en lo poco que se había movido desde la primera observación casi un mes antes. Cassini fue capaz de seguir la observación hasta el 18 de enero de 1730, a esas alturas el cometa fue localizado en Vulpecula. Esto era un período extraordinariamente largo para la observación de un cometa, aunque nunca sobrepasara magnitud aparente +3 o +4, aproximadamente el brillo de la galaxia de Andrómeda.

## Órbita
La órbita del cometa, más tarde calculada detalladamente por John Russell Hind, era insólita. Su perihelio era a la distancia de 4.05054 Unidades Astronómicas era muy grande, apenas dentro de la órbita de Júpiter. Sin embargo a pesar de esto se hizo visible, al ojo desnudo, y permaneció visible durante seis meses en total. Esto sugiere que su magnitud absoluta o el resplandor intrínseco fuera excepcionalmente alto, posiblemente tan alto como -3.0.
Es por lo tanto probable que el Cometa de 1729 era un objeto excepcionalmente grande, con un diámetro nuclear de aproximadamente 100 kilómetros.